# Дългометличесто зеле
Дългометличестото зеле (Brassica elongata) е вид растения от семейство Кръстоцветни (Brassicaceae).
Те са незастрашен вид.
Таксонът е описан за пръв път от Якоб Фридрих Ерхарт през 1792 година.

## Подвидове
- Brassica elongata subsp. duralii
- Brassica elongata subsp. elongata
- Brassica elongata subsp. imdrahsiana
- Brassica elongata subsp. integrifolia
- Brassica elongata subsp. pinnatifida
- Brassica elongata subsp. subscaposa
- Brassica elongata subsp. takhtajanii